# Međurečje (okręg morawicki)
Međurečje (cyr. Међуречје) – wieś w Serbii, w okręgu morawickim, w gminie Ivanjica. W 2011 roku liczyła 144 mieszkańców.